# Vodní nádrž Lučina (Mže)
Vodní nádrž Lučina je přehradní nádrž na Mži v Českém lese v okrese Tachov. Nachází se přibližně na 96. říčním kilometru v horní části toku. Byla postavena v letech 1970–1975 jako zdroj pitné vody pro okolí Tachova a pro úpravnu vody ve Stříbře.

## Historie
Na údolních svazích pravého břehu nádrže stávala zaniklá vesnice Lučina. O stavbě přehrady bylo rozhodnuto v polovině šedesátých let dvacátého století, a vesnice, kterou se po vysídlení Němců z Československa nepodařilo zcela dosídlit, byla zbořena. Samotná stavba přehrady proběhla v letech 1970–1975.

## Technické údaje
Přímá, sypaná hráz s návodním železobetonovým těsněním stojí na říčním kilometru 96,35. Je dlouhá 183,5 metru a vysoká 23,5 metru. Koruna hráze se nachází v nadmořské výšce 535,8 metru. Objem nádrže je 5 790 000 m³ a rozloha zatopené plochy dosahuje 86,2 hektaru. Odběr vody umožňuje železobetonový sdružený objekt se šachtovým přelivem, jehož maximální kapacita je 99 m³/s. Dvě spodní výpusti mají maximální kapacitu 10,2 m³/s. Na každé výpusti byla v roce 1996 instalována Bánkiho turbína s celkovým výkonem 150 kW.

## Hydrologické údaje
Plocha povodí nad nádrží je 104,7 km². Průměrný roční průtok je 1,09 m³/s a 100letá voda dosahuje 61,3 m³/s. Hnědé zabarvení vody je způsobené vodou přitékající z rašelinišť.